# マリー＝ガブリエル・ド・リュクサンブール
マリー＝ガブリエル・アルデゴンド・ヴィレルミーヌ・ルイーズ・ド・リュクサンブール（仏:Marie-Gabrielle Aldegonde Wilhelmine Louise de Luxembourg,；盧:Marie-Gabrielle Aldegunde Wilhelmine Louise vu Lëtzebuerg, 1925年8月2日 - 2023年2月10日）は、ルクセンブルク大公国の大公家の一員。ルクセンブルク大公アンリの父方の叔母にあたる。

## 略歴
ルクセンブルク女大公シャルロットとその夫君でパルマ公ロベルト1世の息子であるフェリックスの間の第4子、三女として生まれた。
1951年11月6日にベルク城において、デンマーク人貴族でカトリック信徒のクヌーズ・ホルスタイン＝リズラボー伯爵（または方伯、1919年 - 2001年）と結婚した。夫妻は間に7人の娘をもうけた。
2023年2月10日、公式サイトにて訃報が発表された。97歳没。マリー=ガブリエルの薨去により、シャルロット女大公の子女は全て亡くなった。

## 家族
- モニカ（1952年 - ）
- リュディア（1953年 - ） - ブルボン＝パルマ公子エリックと結婚・離婚[2]
- ヴィロニカ（1956年 - ）
- シルヴィア（1958年 - ）
- カミラ（1959年 - 2010年） - エリク・ルドルフ・ベアトシュ＝リーン・ティル・ホイビュゴー＝ロングホルム男爵と結婚・離婚
- タティアナ（1961年 - ）
- アントニア（1962年 - ） - 修道女